# (2050) Francis
(2050) Francis (1974 KA) – planetoida z pasa głównego asteroid okrążająca Słońce w ciągu 3,55 lat w średniej odległości 2,33 au. Odkryta 28 maja 1974 roku.